# Étienne Charles-Gustave Guérin
 (novembre 2024).
La mise en forme du texte ne suit pas les recommandations de Wikipédia : il faut le « wikifier ».
Les points d'amélioration suivants sont les cas les plus fréquents. Le détail des points à revoir est peut-être précisé sur la page de discussion.
- Les titres sont pré-formatés par le logiciel. Ils ne sont ni en capitales, ni en gras.
- Le texte ne doit pas être écrit en capitales (les noms de famille non plus), ni en gras, ni en italique, ni en « petit »…
- Le gras n'est utilisé que pour surligner le titre de l'article dans l'introduction, une seule fois.
- L'italique est rarement utilisé : mots en langue étrangère, titres d'œuvres, noms de bateaux, etc.
- Les citations ne sont pas en italique mais en corps de texte normal. Elles sont entourées par des guillemets français : « et ».
- Les listes à puces sont à éviter, des paragraphes rédigés étant largement préférés. Les tableaux sont à réserver à la présentation de données structurées (résultats, etc.).
- Les appels de note de bas de page (petits chiffres en exposant, introduits par l'outil «  Source ») sont à placer entre la fin de phrase et le point final[comme ça].
- Les liens internes (vers d'autres articles de Wikipédia) sont à choisir avec parcimonie. Créez des liens vers des articles approfondissant le sujet. Les termes génériques sans rapport avec le sujet sont à éviter, ainsi que les répétitions de liens vers un même terme.
- Les liens externes sont à placer uniquement dans une section « Liens externes », à la fin de l'article. Ces liens sont à choisir avec parcimonie suivant les règles définies. Si un lien sert de source à l'article, son insertion dans le texte est à faire par les notes de bas de page.
- La présentation des références doit suivre les conventions bibliographiques. Il est recommandé d'utiliser les modèles {{Ouvrage}}, {{Chapitre}}, {{Article}}, {{Lien web}} et/ou {{Bibliographie}}. Le mode d'édition visuel peut mettre en forme automatiquement les références.
- Insérer une infobox (cadre d'informations à droite) n'est pas obligatoire pour parachever la mise en page.

Pour une aide détaillée, merci de consulter Aide:Wikification.
Si vous pensez que ces points ont été résolus, vous pouvez retirer ce bandeau et améliorer la mise en forme d'un autre article.
Pour les articles homonymes, voir Guérin.
Étienne Charles-Gustave Guérin dit Gustave Guérin (comme on le retrouve dans de nombreuses sources), né à Tessé-la-Madeleine le 8 juin 1814 et mort à Tours le 26 juin 1881, est un architecte français du XIXe siècle, spécialisé dans l'architecture religieuse, qui a exercé en Touraine.
Son père était Bernard Mathias Guérin qui a été l’élève de Charles Percier à l'École des beaux-arts de Paris. Son fils Charles (1847-1919) et son gendre Léon Rohard (1836-1882) ont été architectes eux aussi.

## Biographie
- 1830 - 1833 : élève à l'École des Beaux Arts de Paris avec pour professeur Jean-Jacques-Marie Huvé
- 1836 - 1869 : est choisi par la ville de Tours comme architecte municipal
- 1837 : Gustave Guérin devient le premier architecte nommé à la fonction d'architecte de la préfecture et des édifices diocésains et départementaux (arrêté préfectoral du 3 juin 1837). À partir de 1848, les deux  postes d’architecte départemental et d’architecte diocésain sont distingués mais Gustave Guérin les cumulera jusqu’à sa mort[4]
- 1840 : obtient son diplôme d'architecte des Beaux Arts
- 1848 - 1881 : le 20 décembre 1848 il est confirmé par le ministère des Cultes à son poste d'architecte diocésain, poste qu'il occupera jusqu'à sa mort. Son poste d'architecte diocésain sera repris par Paul Louis Boeswillwald, son poste d'architecte départemental par Henri Prath (1881-1905) par arrêté du 11 juillet 1881.

Après l'année 1852, il y abandonne la pierre pour la brique. À l'exemple de l'Anglais Paxton, il utilise le verre, et comme Victor Baltard les ossatures en fonte.
L'inspecteur général des édifices diocésains Léonce Reynaud écrivait en 1853 à son sujet : « C'est un homme très distingué ; il est fort intelligent, bon architecte, habile constructeur, ses projets sont consciencieusement étudiés et ses travaux sont parfaitement exécutés ».

## Réalisations

### Constructions
- Le prieuré de Saint-Venant à Luynes[6]
- le château de Bel-Air à Fondettes
- Lycée Descartes (Tours)
- l'église de Savigny-en-Véron (1848)
- l'église de Saint-Patrice (Indre-et-Loire) (1850)
- l'église de Sainte-Anne à La Riche (1857)
- l'église d'Ingrandes-de-Touraine (1859)
- l'église de Villaines-les-Rochers (1859)
- l'église de Rigny-Ussé (1860)
- l'église d'Avoine (Indre-et-Loire) (1860)
- l'église de Mazines (1860)[7]
- l'église de Saint-Étienne-de-Chigny (1860)
- l'église de Vouvray (Indre-et-Loire) (1861)
- l'église de Cravant (1863)[8]
- les Halles de Tours (1864-1866) (contemporains des halles de Baltard à Paris)
- l'église de Sorigny (1866)
- l'église de Monthelan (1868)[7]
- l'église de Joué-lès-Tours (1868)
- l'église de Sainte-Maure pour les nefs et le clocher (1869)
- l'église de Pouzay (1869)
- l'église de Brèches (1869)
- l'église de Villeloin-Coulangé (1872)
- l'église de Veigné (1873)
- l'église de Luynes (1872)
- l'église Saint-Étienne à Tours (1869-1874)
- la chapelle du petit séminaire de Tours
- la chapelle des Lazaristes de Tours (1860)[9]
- la chapelle de Saint-Armel au cimetière de Beaumont-la-Ronce (1869)

### Restaurations
- la cathédrale Saint-Gatien de Tours
- l'église Saint-Julien de Tours (1848-1853)[4]
- l'église Notre-Dame-la-Riche à Tours (1860-1866)
- l'église de Saint-Pierre-des-Corps (1866)
- la chapelle des Minimes depuis chapelle du Lycée (1860)
- l'église de Saint-Épain (1856-1870)
- l'église de Nouzilly (1865)
- l'église de Semblançay (1861)
- l'église de Champigny (1868)
- l'église de Montlouis-sur-Loire (1870)
- l'église de Chambray-lès-Tours (1870)
- l'église de Vernon (1870)
- l'église de Esvres (1873)
- l'église de Saint-Cyr-sur-Loire (1870)
- l'église de Noizay (1869-1872)
- l'église Saint-Laurent de Saint-Laurent-en-Gâtines (1857)